# I Was Gonna Cancel
«I Was Gonna Cancel» es una canción interpretada por la cantante australiana Kylie Minogue, incluida en su álbum de estudio, Kiss Me Once. Fue lanzada el 8 de abril de 2014, como descarga digital a través de iTunes.

## Antecedentes y lanzamiento

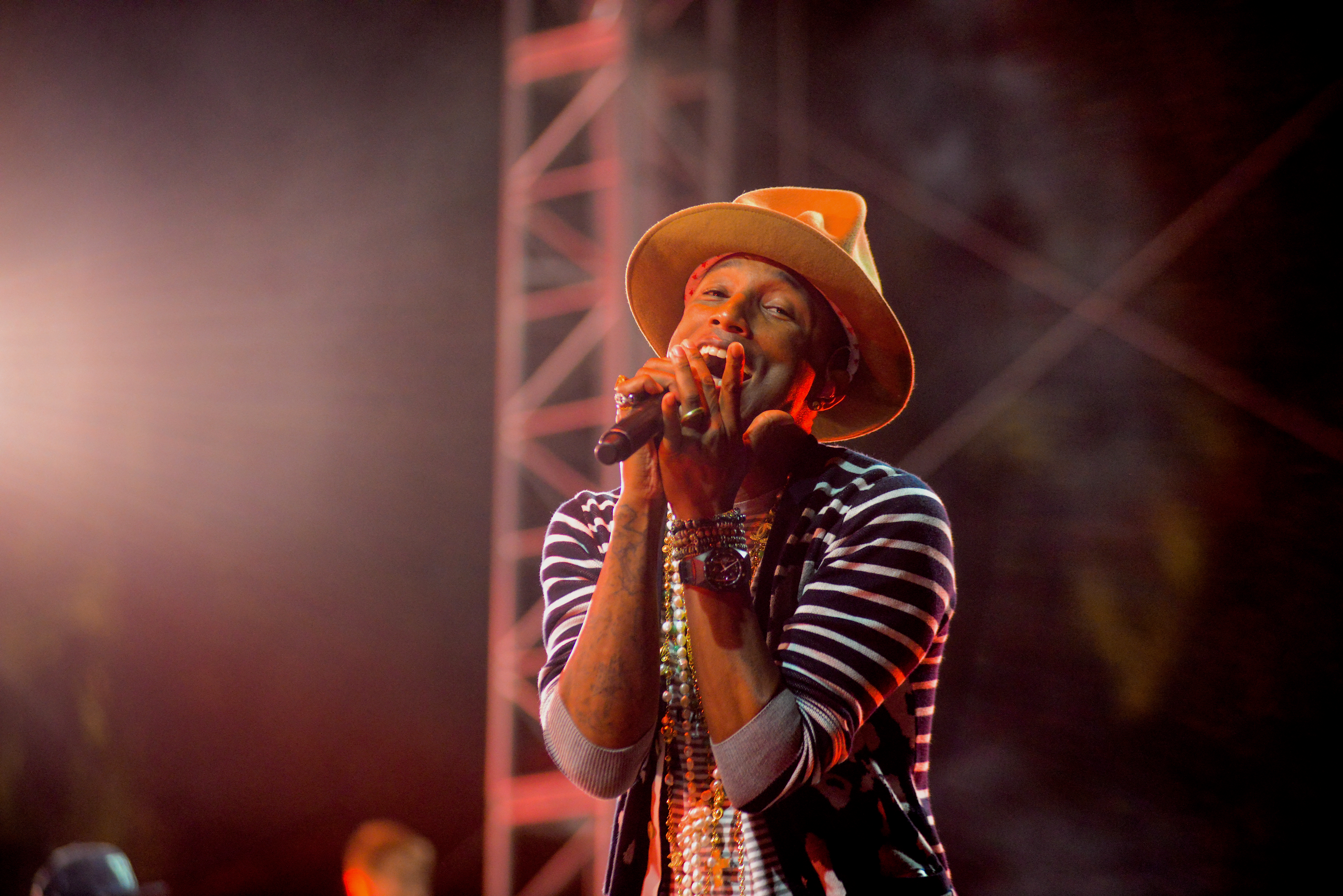
Pharrell Williams actuando en el Festival de Música y Artes del Valle de Coachella 2014.

En una entrevista con Rolling Stone, Minogue confirmó que «I Was Gonna Cancel» sería el segundo sencillo del álbum, del cual se lanzó un video lírico el 12 de mayo en Youtube, en el que se puede ver la letra de la canción en luces de neón, mientras es lanzada agua en el fondo. Es considerado uno de los temas más funk del álbum.

## Lista de canciones
| Promo CD |                                     |          |  |
| N.º      | Título                              | Duración |  |
| 1.       | «I Was Gonna Cancel»                | 3:32     |  |
| 2.       | «I Was Gonna Cancel» (Instrumental) | 3:32     |  |

| Descarga digital (Remixes EP) |                                                |          |  |
| N.º                           | Título                                         | Duración |  |
| 1.                            | «I Was Gonna Cancel» (The Presets Remix)       | 5:43     |  |
| 2.                            | «I Was Gonna Cancel» (Maze & Masters Remix)    | 6:01     |  |
| 3.                            | «I Was Gonna Cancel» (Moto Blanco Radio Remix) | 3:22     |  |
| 4.                            | «I Was Gonna Cancel» (KDA Remix)               | 7:05     |  |

## Posicionamiento en listas
| Lista (2014)                              | Mejor posición |
| ----------------------------------------- | -------------- |
| Croacia (Airplay Radio Chart 100)         | 36             |
| Reino Unido (The Official Charts Company) | 59             |